# 斛律平
斛律平（？—？），太安郡狄那县（今山西省晋中市寿阳县）人，北魏、东魏、北齐官员。

## 生平
斛律平善于射箭骑马，有才干。北魏景明年间，斛律平以殿中将军为起家官，升任襄威将军。正光末年，北魏发生六镇之乱，斛律平隶属大将军尉宾北伐。北魏军队战败，斛律平被叛军俘虏，之后逃跑到弟弟斛律金所在的云州，进号龙骧将军。斛律平和斛律金率领斛律部部众南下，到达黄瓜堆，被杜洛周击败，部落离散。斛律平和斛律金归附了尔朱荣，尔朱荣对待斛律平很好，让斛律平袭父爵出任第一领民酋长。高欢起兵时，斛律平出任都督跟随，略微升任平北将军、显州刺史，加镇南将军，封固安县伯。斛律平很快进爵为侯，代理肆州刺史。宇文泰派遣右将军李小光占据梁州，斛律平以侧翼部队讨伐俘虏了李小光，与西兖州刺史宋显在大梁会师。斛律平又出任燕州刺史，入朝兼任左卫将军。武定四年（546年）九月，北徐州山贼郑土定自号郎中，偷袭攻克北徐州的州城，斛律平率领一万人马前往讨伐，将他们平定，出任济州刺史。武定六年（548年），侯景渡过长江，魏孝静帝元善见诏令斛律平出任大都督，率领青州刺史敬显俊、左卫将军厍狄伏连等人攻占寿阳、宿预三十余城。平叛结束后，斛律平回到济州，加开府，进位骠骑大将军，进爵为公。齐文宣帝高洋接受禅让建立北齐，斛律平另封羡阳侯，代理兖州刺史，因为贪污受贿被免职，后出任开府仪同三司。高殷即位，斛律平拜特进，食干沧州乐陵郡。皇建初年，斛律平获封定阳郡公，出任护军，之后出任青州刺史，去世，朝廷赠予太尉。

## 家庭

### 曾祖
- 斛律倍侯利，北魏孟都公

### 祖父
- 斛律幡地斤，北魏殿中尚书

### 父亲
- 斛律那瑰，北魏光禄大夫、第一领民酋长

### 兄弟
- 斛律金，北齐左丞相、咸阳忠武王